# فرانکو دلی کلی
فرانکو دلی کلی (ایتالیایی: Franco Delli Colli؛ ۲ مارس ۱۹۲۹ – ۲۲ آوریل ۲۰۰۴) یک فیلم‌بردار اهل ایتالیا است.
وی پسرعموی فیلم‌بردار ایتالیایی تونینو دلی کلی است.
وی کارش را به‌عنوان متصدیِ دوربین و دستیار فیلم‌بردار در فیلم‌های گوست‌هاوس، آرتینو و استدلال‌هایش در مورد روسپی‌های درباری، زنان شوهردار و… مردان بی‌غیرت، اعترافات یک زن خانه‌دار ناکام، آکاتونه، ماما روما، برهنه برای قاتل و یوزپلنگ آغاز کرد و بعدها خودش در فیلم‌های دیگری همچون عشاق و دیگر وابستگان و معصومیت و هوس مدیر فیلم‌برداری شد.